# Cry Havoc
Cry Havoc (traducido como El estrago del grito en América Latina y en España como Devastación) es el vigésimo segundo y último episodio de la cuarta temporada de la serie de televisión estadounidense de drama-sobrenatural y policíaca: Grimm. El guion principal del episodio fue escrito por el guionista Thomas Ian Griffith usando como referencia la cronología establecida por el episodio anterior, mientras que la dirección general estuvo a cargo de Norberto Barba. 
El episodio se transmitió originalmente el 15 de mayo del año 2015 por la cadena de televisión NBC. Mientras que en América Latina el episodio se estrenó el 1 de junio del mismo año por el canal Unniversal Channel a solo unas cuantas semanas de su estreno original. El episodio al igual que lo ocurrido con el episodio final de la segunda y tercera temporada es un episodio de dos partes que establece un cliffhanger que será explorado poco después en el episodio estreno de la siguiente temporada. 
Cierre de temporada. Nick lidera a sus amigos en un acto de venganza en contra de los nobles para vengar la muerte de su madre, mientras acepta la idea de que ya no puede salvar a su novia Juliete de su decisión de haberlo traicionado.

## Título y epígrafe
Tanto el título como el epígrafe están tomados de obras de William Shakespeare.
El título, Cry Havoc, corresponde a una expresión popular en la cultura anglo-estadounidense ("los perros de la guerra"), tomada de la obra Julio César:

Original en inglés
Cry «Havoc!», and let slip the dogs of war.
Traducción
Grita «¡Devastación!» y suelta a los perros de la guerra.

"Cry Havoc!" (¡Grita Devastación!) es un tipo de orden militar que autoriza el pillaje y el saqueo después de una victoria. Aludiendo a esta frase, la expresión "los perros de la guerra" (the dogs of war) ha llegado a convertirse en un tópico de uso general y aparece en libros, música, cine y televisión. Shakespeare utiliza la expresión "cry havoc", también en La vida y muerte del Rey Juan y Coriolano.
El epígrafe es una cita de la clásica tragedia inglesa Hamlet de William Shakespeare, escrito cerca de 1600:

Original en inglés
 "O, from this time forth, my thoughts be bloody or be nothing worth."
Versiones en español
Hispanoamérica"Desde ahora mis pensamientos serán sangrientos o no valdrán la pena".
España"O, de ahora en adelante, sean de sangre mis pensamientos o no tengan ningún valor".

La frase es pronunciada por el propio Hamlet, en el acto 4 (escena X), poco después de matar accidentalmente a Polonio y ocultar su cadáver. Por esa razón su tío, el rey Claudio, dispone que se vaya a Inglaterra, para alejarlo de cualquier intento de vengar a Polonio. En su camino hacia Inglaterra, Hamlet se cruza con un ejército noruego, que se dirige a atacar Polonia y conversa con el joven al mando de las tropas. Al compararse con la actitud ejecutiva del militar, Hamlet siente en plenitud su indecisión para enfrentar a su tío, a quien sabe autor de la muerte de su padre. En ese momento Hamlet dice a solas el monólogo que cierra con la frase del epígrafe. La parte final de ese monólogo dice:

Original en inglés
...Rightly to be great

Is not to stir without great argument,

But greatly to find quarrel in a straw

When honour's at the stake. How stand I then,

That have a father kill'd, a mother stain'd,

Excitements of my reason and my blood,

And let all sleep? while, to my shame, I see

The imminent death of twenty thousand men,

That, for a fantasy and trick of fame,

Go to their graves like beds, fight for a plot

Whereon the numbers cannot try the cause,

Which is not tomb enough and continent

To hide the slain? O, from this time forth,

My thoughts be bloody, or be nothing worth!
Trad. Inarco Celenio (Leandro Fernández de Moratín)
...El ser grande

no consiste, por cierto, en obrar sólo cuando ocurre un gran motivo;

sino en saber hallar una razón plausible de contienda, aunque sea pequeña la causa;

cuando se trata de adquirir honor. ¿Cómo, pues, permanezco yo en ocio indigno,

muerto mi padre alevosamente, mi madre envilecida...

estímulos capaces de excitar mi razón y mi ardimiento,

que yacen dormidos? Mientras para vergüenza mía veo

la destrucción inmediata de veinte mil hombres,

que por un capricho, por una estéril gloria

van al sepulcro como a sus lechos, combatiendo por una causa

que la multitud es incapaz de comprender,

por un terreno que aún no es suficiente

sepultura a tantos cadáveres. ¡Oh! De hoy más,

o no existirá en mi fantasía idea ninguna, o cuántas forme serán sangrientas.

## Argumento
Tras haber descubierto la cabeza decapitada de su madre, un perturbado Nick tiene que huir de su hogar junto a Hank y Trubel para escapar de varios Hundjaeger que fueron enviados a capturarlos. En una penthouse rentada, Kenneth y Juliette se reúnen con el Rey Renard para entregarle a la recién recuperada Diana. Poco después Rispoli les informa por teléfono que Nick y sus amigos lograron escapar, lo que pone en alerta a los nobles sobre cualquier movimiento en contra de ellos.
Decidido a vengarse en contra de los asesinos de su madre, Nick comienza con su plan en contra de los reales con ayuda de sus recursos y experiencia como detective. Usando la cabeza decapitada de uno de los Hundjaegers que Trubel mató, Nick, Hank y Wu plantean evidencia falsa en contra del Príncipe Kenneth con la ayuda de Adalind para emitir una orden en contra del mismo y Rispoli. Sin embargo la policía solo es capaz de capturar a Kenneth, quien es escoltado por Wu hacia un almacén abandonado donde tiene un feroz confrontamiento con Nick que acaba con el noble muriendo en las manos del Grimm gracias al uso de su arma contra los Gelumcaedus. 
El capitán Renard por otra parte descubre que la investigación de los asesinatos del imitador de Jack el destripador han avanzado hasta tal punto en que el sospechoso ha sido descrito como un hombre alto con acento británico y bien vestido, poniéndolo en peligro de ser pronto identificado. Mientras tanto Trubel y Bud le informan del deceso de Kelly y la captura de Diana a Monroe y Rosalee. Mientras esperan la llegada de Nick, Trubel es informada por el resto del grupo de que Juliette como un efecto secundario de la poción para deshacer lo que Adalind hizo, se ha convertido en una Hexenbiest para su gran sorpresa. 
Luego de deducir que su madre terminó llegando a Portland habiendo sido engañada por nadie menos que Juliette, Nick decide reclutar la ayuda de Monroe, Hank y Trubel para iniciar un asalto al ático donde se encuentran el resto de los nobles y por lo tanto también Diana y Juliette, mientras que Rosalee y Bud se quedan para proteger a Adalind. Aunque durante el progreso Wu se les une y logran derrotar a los sirvientes de los nobles incluyendo a Rispoli, el rey Renard es capaz de escapar en un helicóptero con su nieta, mientras que Juliette escapa del lugar. Renard por otra parte con el apoyo de Hank, decide inculpar al fallecido Kenneth de los crímenes de Jack gracias a que el príncipe y él tienen un cierto parecido.
Sin que nadie este enterado, Meisner se hace pasar por uno de los co pilotos del helicóptero y arroja al rey al vacío antes de llevarse con él a Diana hacia el refugio de la resistencia. En Portland Nick regresa a su hogar donde confronta a Juliette por la muerte de su madre. Aunque Juliette no opone resistencia a ser asesinada por él y pese a estar cerca de estrangularla, Nick es incapaz de hacerlo. Juliette saca provecho de lo ocurrido y lo ataca para matarlo, pero es empalada por dos flechas en el pecho por parte de Trubel, quien se había anticipado a la pelea y acaba con ella. Mientras Juliette muere en los brazos de un impotente Nick, en las afueras de la casa de ambos, la agente Chávez regresa con varios agentes del FBI antes de darles la orden: "traíganla".

## Elenco
- David Giuntoli como Nick Burkhardt.
- Russell Hornsby como Hank Griffin.
- Bitsie Tulloch como Juliette Silverton.
- Silas Weir Mitchell como Monroe.
- Sasha Roiz como el capitán Renard.
- Reggie Lee como el sargento Wu.
- Claire Coffee como Adalind Schade

## Producción

### Actuación
Poco antes del estreno de la cuarta temporada los creadores de la serie habían expresado su deseo de ver el retorno de algunos personajes introducidos en la temporada entre los cuales estaban incluidos Meisner.
Poco antes del estreno del episodio, se anunció del regreso de la actriz Jacqueline Toboni en su papel de Trubel a partir del episodio antecesor.

### Redacción
Poco antes del final de la cuarta temporada se anunció la muerte de un miembro del elenco principal de la serie. El episodio terminó presentando la muerte de Juliette Silverton que es interpretada por la actriz Bitsie Tulloch. En una entrevista con los creadores de la serie, estos confirmaron el deceso del personaje pero han dejado el estado actual de la actriz con la serie ambiguo.
En otra entrevista con Zap2it los productores y creadores de la serie explicaron que la muerte de Juliette era el siguiente paso lógico en el arco de su transformación en Hexenbiest, con Greenwalt comentando: "Se convirtió en tal amenaza." En la misma entrevista, los productores se negaron a confirmar sí el personaje realmente estaba muerto o no.

### Continuidad
- Nick emplea el Vambrece de nuevo desde su enfrentamiento contra los Galemcaedus.
- Renard culpa de sus crímenes a Kenneth
- Meisner regresa desde que se separó de Adalind en Viena.
- Trubel revela estar aliada con Chávez desde su salida de Portland.
- Juliette muere

## Recepción

### Audiencia
En el día de su transmisión original en los Estados Unidos por la NBC, el episodio fue visto por un total de 4.450.000 de telespectadores.

### Crítica
Less Chapel de AV Club le dio a episodio una A- en una categoría de la A a la F alabando de nueva cuenta los elementos del episodio y comentando: "Cuando los espectadores de Grimm regresaron hace algunos meses, observe que el show había encontrado una cómoda felicidad por haber sobrevivido tanto como lo ha hecho. Y mientras los primeros episodios apoyaron esa teoría, los últimos minutos probaron que la longevidad no quiere decir que David Greenwalt, Jim Kouf, y el resto de los escritores quieren descansar en sus laureles. El próximo año Grimm estará en su quinta temporada y en su centésimo episodio, el punto fue un show que no puede evolucionar sus estrellas sin quedarse sin ideas. “Cry Havoc,” y los últimos episodios de la cuarta temporada, prueba una voluntad de cambiar y cambiar en una manera que beneficia al programa como un todo. Grimm es como su punto más débil a la fecha, y con su anticipado sentir que no ha florecido sino la anticipación de como tomarán ventaja de esta oportunidad".
Christine Horton de Den of Geek le dio al episodio una crítica positiva exclamando: "Este fue un final satisfactorio para una serie que quizá arrastro una o dos historias más de lo que debió, y que mantuvo sus sub-tramas ‘Wesen de la semana’ cuando en realidad queríamos un enfoque en el desarrollo de la historia entre los personajes principales. (Sin embargo una felicitación a los escritores de la historia del Wesenrein, que se estrenó bien sobre otras historias Wesen-basadas en esta temporada)".
Kathleen Wiedel de TV Fantastic le dio al episodio 4.8 estrellas de 5 aprobando casi todos los elementos del episodio, mostrándose únicamente inconforme con la trama de Renard: ""Cry Havoc" de veras siguió una muy simple y emocionante trama. No hubo un caso de la semana esta vez, y casi todo lo que paso encaja con una trama A (o mejor conocida como la trama de salvar a Diana). La única trama B fue Renard lidiando con las consecuencias de Jack. La carencia de distracciones de veras funcionó en favor de este episodio."